# Recurvirostridae
Los recurvirróstridos (Recurvirostridae) son una familia de aves del orden Charadriiformes que incluye las avocetas y las cigüeñuelas. Son aves palmípedas o zancudas que viven en lagunas o borde de las aguas, de 45 cm a más, de plumaje blanco y negro, de largas patas.

## Sistemática
Esta familia incluye tres géneros. La taxonomía de Himantopus himantopus es discutida.
Género Himantopus
- Himantopus himantopus - cigüeñuela común
  - Himantopus himantopus leucocephalus (considerada también como especie independiente)
  - Himantopus himantopus melanurus (considerada también como especie independiente)
- Himantopus novaezelandiae - cigüeñuela negra
- Himantopus mexicanus - cigüeñuela de cuello negro

Género Cladorhynchus
- Cladorhynchus leucocephalus - cigüeñuela pechirroja

Género Recurvirostra
- Recurvirostra avosetta - avoceta común
- Recurvirostra americana - avoceta americana
- Recurvirostra novaehollandiae - avoceta australiana
- Recurvirostra andina - avoceta andina